# Deborah Cameron
Deborah Cameron (nacida el 10 de noviembre de 1958 en Escocia) es una lingüista feminista que actualmente, y desde enero de 2004, trabaja en la cátedra de Rupert Murdoch en Lenguaje y Comunicación en Worcester College, Universidad de Oxford.
Principalmente, le interesan la sociolingüística y la lingüística antropológica. Gran parte de su investigación académica se centra en las relaciones entre lenguaje, género y sexualidad; las actitudes o ideologías del lenguaje y la higiene verbal; análisis del discurso; y lenguaje y globalización. Escribió el libro The Myth of Mars and Venus: Do Men and Women Really Speak Different Languages?, publicado en el año 2007.

## Trayectoria
Antes de llegar a Oxford, Cameron impartió clases en el Roehampton Institute of Higher Education, The College of William and Mary en Virginia, EE. UU., Strathclyde University en Glasgow, el Institute of Education en Londres, la Universidad de Gothernburg en Suecia, la Universidad de Nueva York y la Universidad de Tecnología en Sídney, Australia.
Aunque parte de la labor de Cameron en Worcester College va destinado al grado de Inglés, la mayor parte se centra en el máster de Lengua Inglesa, Lingüística y Estudios de la Mujer, impartiendo tanto asignaturas obligatorias como optativas.
Durante muchos años, Cameron ha colaborado en la producción y redacción de la revista feminista Trouble & Strife. Su contribución continúa en la página web y el blog de Trouble & Strife y en charlas sobre el feminismo destinadas a estudiantes y otros públicos.

## Trabajos destacados

### Libros
- Cameron, Deborah; Frazer, Elizabeth (1987). The lust to kill: a feminist investigation of sexual murder. New York: New York University Press. ISBN 9780814714157.
- Cameron, Deborah; Frazer, Elizabeth; Harvey, Penelope; Rampton, M.B.H.; Richardson, Kay (1992). Researching language: issues of power and method. London New York:Routledge. ISBN 9780415057226.
- Cameron, Deborah (1995). Verbal hygiene (1st ed.). London New York: Routledge. ISBN 9780415103558.
- Cameron, Deborah (2012). Verbal hygiene. Classics in Linguistics (Reprint ed.). London New York: Routledge. ISBN 9780415696005.
- Cameron, Deborah (2000). Good to talk? Living and working in a communication culture. London Thousand Oaks, California: Sage. ISBN 9781412931557.
- Cameron, Deborah (2001). Working with spoken discourse. London Thousand Oaks, California: Sage. ISBN 9780761957737.
- Cameron, Deborah; Block, David (2002). Globalization and language teaching. London New York: Routledge. ISBN 9780203193679.
- Cameron, Deborah; Markus, Thomas A. (2002). The words between the spaces: buildings and language. London New York: Routledge. ISBN 9780203360361.
- Cameron, Deborah; Kulick, Don (2003). Language and sexuality. Cambridge: Cambridge University Press. ISBN 9780511791178.
- Cameron, Deborah; Kulick, Don (2006). The language and sexuality reader. London New York: Routledge. ISBN 9780203013373.
- Cameron, Deborah (2006). On language and sexual politics. London New York: Routledge. ISBN 9780415373432.
- Cameron, Deborah (2007). The myth of Mars and Venus: Do men and women really speak different languages?. Oxford New York: Oxford University Press.ISBN 9780199214471.
- Cameron, Deborah; Scanlon, Joan (2010). The Trouble & Strife reader. London New York: Bloomsbury Academic. ISBN 9781849660129.
- Cameron, Deborah (2012). More heat than light?: Sex-difference science & the study of language. Vancouver: Ronsdale Press. ISBN 9781553802211.
- Cameron, Deborah; Panović, Ivan (2014). Working with written discourse. London Thousand Oaks, California: Sage. ISBN 9781446267226.

### Capítulos en libros
- Cameron, Deborah (2011). The virtues of good prose: verbal hygiene and the movement. In Leader, Zachary. The movement reconsidered: essays on Larkin, Amis, Gunn, Davie, and their contemporaries. Oxford: Oxford University Press. pp. 139–154. ISBN 9780199601844.

### Artículos académicos
- Cameron, Deborah (May 2010). Sex/gender, language and the new biologism. Applied Linguistics (Oxford Journals) 31 (2): 173–192. doi:10.1093/applin/amp022.
- Cameron, Deborah (February 2011). Evolution, science and the study of literature: A critical response. Language and Literature (Sage) 20 (1): 59–72.doi:10.1177/0963947010391126.
- Cameron, Deborah (2013). The one, the many and the other: representing mono- and multilingualism in post-9/11 verbal hygiene. Critical Multilingualism Studies(University of Arizona Press) 1 (2): 59–77.
- Cameron, Deborah; Holoshitz, Tamar (June 2014). The linguistic representation of sexual violence in conflict settings. Gender and Language (Equinox) 8 (2): 169–184.doi:10.1558/genl.v8i2.169.